# Liste der Baudenkmäler in Krombach (Unterfranken)
Auf dieser Seite sind die Baudenkmäler in der unterfränkischen Gemeinde Krombach zusammengestellt. Diese Tabelle ist eine Teilliste der Liste der Baudenkmäler in Bayern. Grundlage ist die Bayerische Denkmalliste, die auf Basis des Bayerischen Denkmalschutzgesetzes vom 1. Oktober 1973 erstmals erstellt wurde und seither durch das Bayerische Landesamt für Denkmalpflege geführt wird. Die folgenden Angaben ersetzen nicht die rechtsverbindliche Auskunft der Denkmalschutzbehörde.
 Diese Liste gibt den Fortschreibungsstand vom 15. April 2020 wieder und enthält 25 Baudenkmäler.

## Baudenkmäler nach Gemeindeteilen

### Krombach
| Lage                                            | Objekt                                                   | Beschreibung | Akten-Nr.     | Bild           |
| ----------------------------------------------- | -------------------------------------------------------- | --- | ------------- | -------------- |
| Adamsgrund (Standort)                           | Bildstock, sogenanntes Lange Hellchen                    | auf Pfeiler profilierter vierseitiger Rundbogenaufsatz mit Heiligenfiguren in Bildnischen, Sandstein, 18. Jahrhundert, Pfeiler 1971                                                                   | D-6-71-138-20 | BW             |
| Adamsgrund (Standort)                           | Bildstock, sogenanntes Stemmers Hellchen                 | Auf gefastem Pfeiler Laternenaufsatz mit vergitterter Bildnische und Walmdach, Sandstein, 1911 | D-6-71-138-19 | BW             |
| Elzäcker (Standort)                             | Bildstock                                                | | D-6-71-138-23 | BW             |
| Hauptstraße 20 (Standort)                       | Wohnhaus                                                 | Zweigeschossiges traufständiges Fachwerkgebäude mit Satteldach auf Kellersockel, 2. Hälfte 18. Jahrhundert                                                                                            | D-6-71-138-1  | weitere Bilder |
| Hauptstraße 22 (Standort)                       | Wohnhaus                                                 | Zweigeschossiges traufständiges Fachwerkgebäude mit Satteldach auf hohem Kellersockel, 2. Hälfte 18. Jahrhundert                                                                                      | D-6-71-138-2  | weitere Bilder |
| Hauptstraße 112 (Standort)                      | Wohnhaus                                                 | Zweigeschossiges giebelständiges Fachwerkgebäude mit Satteldach auf Kellersockel, 2. Hälfte 18. Jahrhundert                                                                                           | D-6-71-138-3  | BW             |
| Hauptstraße 114 (Standort)                      | Wohnhaus                                                 | Zweigeschossiges giebelständiges Fachwerkgebäude mit Satteldach auf hohem Kellersockel, um 1800 | D-6-71-138-4  | weitere Bilder |
| Hauptstraße 116 (Standort)                      | Wohnhaus                                                 | Zweigeschossiges giebelständiges Fachwerkgebäude mit Satteldach auf hohem Kellersockel, Erdgeschoss teilweise massiv, um 1800                                                                         | D-6-71-138-5  | Wohnhaus       |
| Hauptstraße 130 (Standort)                      | Wohnhaus                                                 | Zweigeschossiges giebelständiges Satteldachgebäude mit Fachwerkobergeschoss, um 1800 | D-6-71-138-6  | weitere Bilder |
| Hauptstraße 130 (Standort)                      | Bildstock                                                | Gemauert mit Satteldach und segmentbogiger Nische, 1820 | D-6-71-138-6  | weitere Bilder |
| Hauptstraße 145, im Hof des Anwesens (Standort) | Prangerstein                                             | | D-6-71-138-7  | BW             |
| Hauptstraße 147 (Standort)                      | Wohnhaus                                                 | Zweigeschossiges giebelständiges Fachwerkgebäude mit Satteldach auf Kellersockel, 2. Hälfte 18. Jahrhundert                                                                                           | D-6-71-138-8  | weitere Bilder |
| Hauptstraße 214 (Standort)                      | Wohnhaus                                                 | Eingeschossiges giebelständiges Fachwerkgebäude mit Krüppelwalmdach auf hohem Kellersockel, 2. Hälfte 18. Jahrhundert                                                                                 | D-6-71-138-10 | weitere Bilder |
| Nähe Hauptstraße (Standort)                     | Bildstock, sogenanntes Weißes Hellchen                   | gemauert und verputzt mit Satteldach und rundbogiger Nische, erste Hälfte 20. Jahrhundert | D-6-71-138-18 | weitere Bilder |
| Holzgasse 13 (Standort)                         | Wohnhaus                                                 | Zweigeschossiges giebelständiges Fachwerkgebäude mit Satteldach auf Kellergeschoss, um 1800. | D-6-71-138-12 | weitere Bilder |
| Holzgasse 13 (Standort)                         | Nebengebäude                                             | Anderthalbgeschossiges zweiflügeliges Satteldachgebäude mit Fachwerkkniestock, 2. Hälfte 19. Jahrhundert                                                                                              | D-6-71-138-12 | BW             |
| Nähe Holzgasse (Standort)                       | Flurkreuz                                                | Kruzifix über Inschriftensockel mit Gusssteincorpus und Blechverdachung, Dreinageltypus, Sandstein, bez. 1909                                                                                         | D-6-71-138-16 | weitere Bilder |
| Schönebergweg (Standort)                        | Bildstock                                                | Auf Säule profilierter vierseitiger Rundbogenaufsatz mit bekrönendem Kreuz und Pietà in Bildnische, Sandstein, bez. 1729                                                                              | D-6-71-138-17 | weitere Bilder |
| Schulberg 4 (Standort)                          | Bildstock                                                | Auf Säule vierseitiger profilierter Rundbogenaufsatz mit Bildnischen, Sandstein, 1734 | D-6-71-138-22 | weitere Bilder |
| Schulberg 6 (Standort)                          | Ehemalige Schulhaus, heute Rathaus                       | Zweigeschossiger giebelständiger Halbwalmdachbau mit Fachwerkobergeschoss, 1812 | D-6-71-138-13 | weitere Bilder |
| Schulberg 8 (Standort)                          | Pfarrhaus                                                | Zweigeschossiger giebelständiger Halbwalmdachbau mit Fachwerkobergeschoss, 1722 | D-6-71-138-14 | weitere Bilder |
| Schulberg 10 (Standort)                         | Katholische Pfarrkirche St. Lambertus und St. Sebastian  | verputzter Saalbau mit polygonaler Apsis, Satteldach und Turm mit Spitzhelm, Langhaus 1744, Turmunterbau mittelalterlich, die Obergeschosse 1867; mit Ausstattung                                     | D-6-71-138-15 | weitere Bilder |
| Schulberg 10 (Standort)                         | Kriegerdenkmal für die Gefallenen des Ersten Weltkrieges | Inschriftenstele mit geschwungener Bekrönung und Madonna-Relief, Sandstein, um 1925, ergänzt durch zwei flankierende Inschriftentafeln für die Gefallenen des Zweiten Weltkrieges, Sandstein, um 1950 | D-6-71-138-15 | BW             |
| Schulberg 10 (Standort)                         | Teilstück der Kirchhofmauer                              | Bruchsteinmauerwerk mit Böschungspfeilern | D-6-71-138-15 | BW             |
| Im Friedhof (Standort)                          | Sühnekreuz                                               | | D-6-71-138-21 | weitere Bilder |

### Hauenstein
| Lage                        | Objekt               | Beschreibung | Akten-Nr.     | Bild           |
| --------------------------- | -------------------- | --- | ------------- | -------------- |
| Gartenfeld (Standort)       | Feldkreuz            | 1730/1792 | D-6-71-138-25 | weitere Bilder |
| Hauenstein 1, 1a (Standort) | Neuer Hof Hauenstein | Zweigeschossige massive Vierflügelanlage, Bruchsteinmauerwerk mit glatten Eckquadern, 18./19. Jahrhundert, rundbogiger, kreuzgewölbter Torbogen bez. 1841 | D-6-71-138-24 | weitere Bilder |
| Hauenstein 2 (Standort)     | Alter Hof Hauenstein | Zweigeschossiger Halbwalmdachbau, Fachwerkobergeschoss, bez. 1789, mit älterem Kern nach 1650                                                             | D-6-71-138-26 | BW             |
| Hauenstein 2 (Standort)     | Nebengebäude         | Ende 18. Jahrhundert | D-6-71-138-26 | BW             |

## Abgegangene Baudenkmäler
| Lage                                         | Objekt          | Beschreibung | Akten-Nr.     | Bild |
| -------------------------------------------- | --------------- | ------------ | ------------- | ---- |
| Krombach Krombach Hauptstraße 223 (Standort) | Fachwerkgebäude | 1809         | D-6-71-138-11 | BW   |